# 328477 Eckstein
328477 Eckstein è un asteroide della fascia principale. Scoperto nel 2009, presenta un'orbita caratterizzata da un semiasse maggiore pari a 2,3306898 UA e da un'eccentricità di 0,1626992, inclinata di 0,78119° rispetto all'eclittica.